# Glulx
Glulx es una máquina virtual diseñada por Andrew Plotkin que utiliza la API Glk. El lenguaje de desarrollo de aventuras conversacionales Inform (y su biblioteca InformATE) puede ser compilado para esta máquina virtual. Glulx tiene límites mucho menos restrictivos en el tamaño del juego compilado que la Máquina-Z y ofrece las características de entrada y salida de Glk, permitiendo a desarrolladores de Inform crear juegos más grandes, con interfaz de usuario más complejas y sin tener que aprender un nuevo lenguaje de programación.